# Adaina desolata
Adaina desolata là một loài bướm đêm trong họ Pterophoridae. Loài bướm đêm này được tìm thấy ở Colombia. Con trưởng thành có sải cánh dài 15 mm, cánh trước màu nâu nhạt. Con trưởng thành bay vào tháng 8 trong năm ở độ cao 2750 mét.